# Tricholathys chenzhenningi
Espèce
Tricholathys chenzhenningi est une espèce d'araignées aranéomorphes de la famille des Argyronetidae.

## Distribution
Cette espèce est endémique du Qinghai en Chine,. Elle se rencontre dans les xians de Menyuan et de Qilian.

## Description
Le mâle holotype mesure 3,73 mm et la femelle paratype 3,84 mm, les mâles mesurent de 3,40 à 4,57 mm et les femelles de 3,33 à 4,72 mm.

## Systématique et taxinomie
Cette espèce a été décrite par Wang, Peng et Zhang en 2023.

## Étymologie
Cette espèce est nommée en l'honneur de Zhen-ning Chen.

## Publication originale
- Wang, Peng & Zhang, 2023 : « The first record of Tricholathys Chamberlin & Ivie, 1935 (Araneae, Dictynidae) from China, with a new combination and descriptions of seven new species. » ZooKeys, vol. 1185, p. 255-267.